# Zoa Peak
Zoa Peak är en bergstopp i Kanada.   Den ligger i provinsen British Columbia, i den södra delen av landet, 3 400 km väster om huvudstaden Ottawa. Toppen på Zoa Peak är 1 872 meter över havet, eller 258 meter över den omgivande terrängen. Bredden vid basen är 3,0 km.
Terrängen runt Zoa Peak är kuperad åt nordost, men åt sydväst är den bergig. Trakten runt Zoa Peak är nära nog obefolkad, med mindre än två invånare per kvadratkilometer.. 
I omgivningarna runt Zoa Peak växer i huvudsak barrskog.